# Tractat de Niš
El Tractat de Niš, és una convenció signada el 3 d'octubre de 1739 a Niš, entre l'Imperi Otomà i la Rússia imperial, que especifica les estipulacions del tractat de Belgrad, posant fi a la guerra russo-turca de 1735-1739.
Aquest conflicte és el resultat dels esforços russos per apoderar-se d'Azov i Crimea, el primer pas d'una política destinada a accedir al mar Negre. Diverses expedicions victorioses successives dirigides pel mariscal rus Münnich trenquen la resistència dels tàtars del Kanat de Crimea; els russos creuen el Dnièster, entren a Moldàvia i, el 1739, arriben a la capital moldava de Iași (Iassy) que ocupen. L'imperi dels Habsburg va entrar en guerra el 1737 al costat del seu aliat rus amb l'esperança de conquestes territorials, però va ser forçat a una pau separada, el tractat de Belgrad, que va retornar el nord de Sèrbia, el nord de Bòsnia i Oltènia; el cessament d'hostilitats per part dels austríacs permet als turcs resistir l'empenta russa cap a Constantinoble. A canvi, el sultà reconeix a l'emperador dels Habsburg com el protector oficial de tots els cristians de l'Imperi Otomà, una posició que ja havia reivindicat Rússia.
La retirada austríaca obliga Rússia a signar la pau a Belgrad, abandonant les reclamacions sobre Crimea i Moldàvia; no obstant això, està autoritzat a construir un port a Azov sense poder reclamar aixecar fortificacions ni mantenir cap flota al Mar Negre.